# Jaula de ardilla

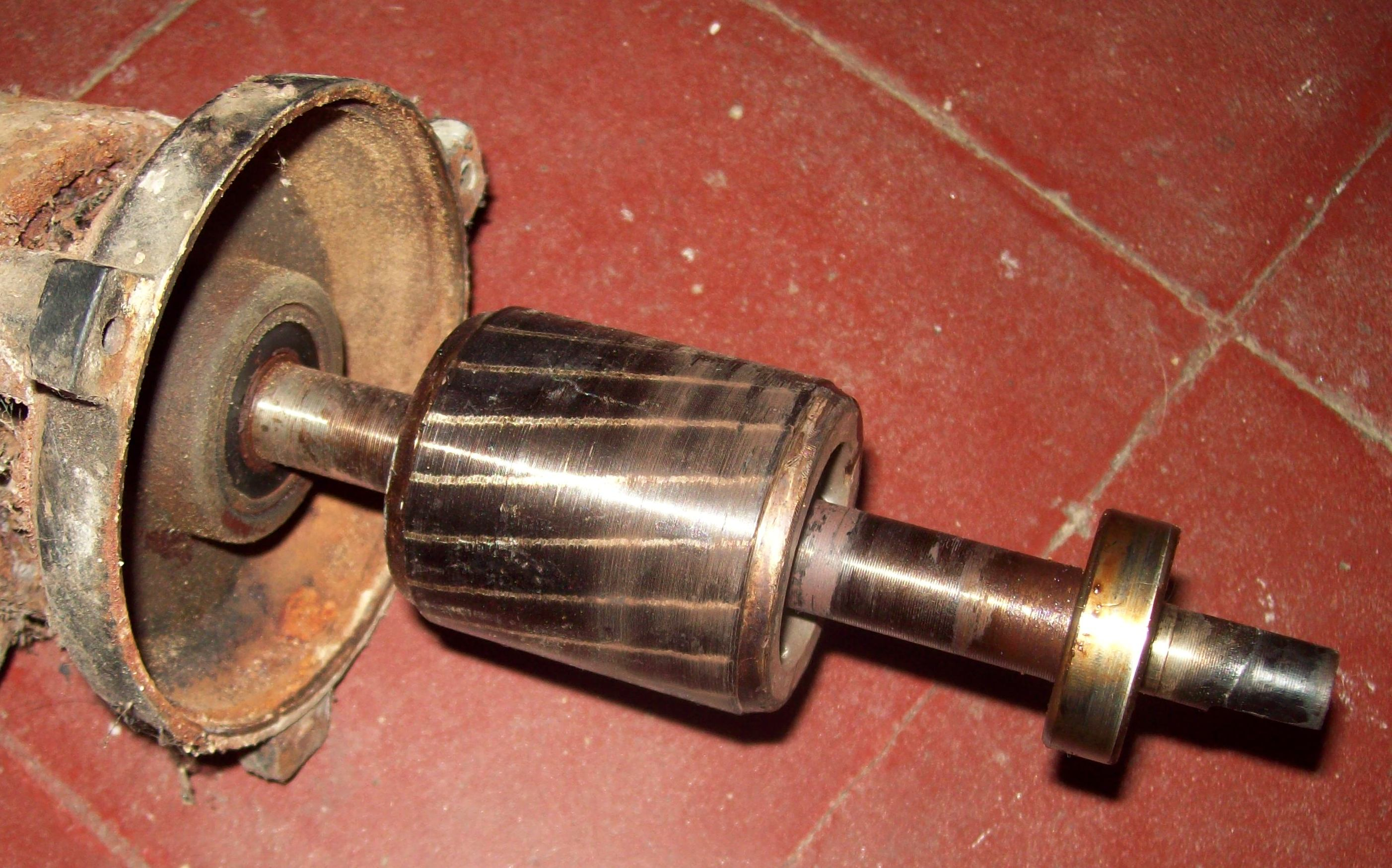
Un rotor de jaula de ardilla de una bomba centrífuga de agua para domicilio civil.

Un rotor de jaula de ardilla es la parte que rota usada comúnmente en un motor de inducción de corriente alterna. Un motor eléctrico con un rotor de jaula de ardilla también se llama "motor de jaula de ardilla". En su forma instalada, es un cilindro montado en un eje. Internamente contiene barras conductoras longitudinales de aluminio o de cobre con surcos y conectados juntos en ambos extremos poniendo en cortocircuito los anillos que forman la jaula.
La base del rotor se construye con láminas de hierro apiladas. El dibujo muestra solamente tres capas de apilado pero se pueden utilizar muchas más.
Los devanados inductores en el estator de un motor de inducción incitan al campo magnético a rotar alrededor del rotor. El movimiento relativo entre este campo y la rotación del rotor induce corriente eléctrica, un flujo en las barras conductoras. Alternadamente estas corrientes que fluyen longitudinalmente en los conductores reaccionan con el campo magnético del motor produciendo una fuerza que actúa tangente al rotor, dando por resultado un esfuerzo de torsión para dar vuelta al eje. En efecto, el rotor se lleva alrededor el campo magnético, pero en un índice levemente más lento de la rotación. La diferencia en velocidad se llama "deslizamiento" y aumenta con la carga.

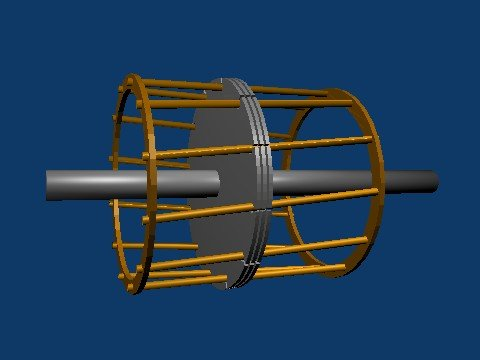
Esquema del rotor de jaula de ardilla.

A menudo, los conductores se inclinan levemente a lo largo de la longitud del rotor para reducir ruido y para reducir las fluctuaciones del esfuerzo de torsión que pudieron resultar, a algunas velocidades, y debido a las interacciones con las barras del estator. El número de barras en la jaula de la ardilla se determina según las corrientes inducidas en las bobinas del estator y por lo tanto según la corriente a través de ellas. Las construcciones que ofrecen menos problemas de regeneración emplean números primos de barras.
El núcleo de hierro sirve para llevar el campo magnético a través del motor. En estructura y material se diseña para reducir al mínimo las pérdidas. Las laminas finas, separadas por el aislamiento de barniz, reducen las corrientes parásitas que circulan resultantes de las corrientes de Foucault (en inglés, 'eddy current'). 
El material, un acero bajo en carbono pero alto en silicio (llamado por ello acero al silicio), con varias veces la resistencia del hierro puro, en la reductora adicional. El contenido bajo de carbono le hace un material magnético suave con pérdida bajas por histéresis.
El mismo diseño básico se utiliza para los motores monofásicos y trifásicos sobre una amplia gama de tamaños. Los rotores para trifásica tienen variaciones en la profundidad y la forma de las barras para satisfacer los requerimientos del diseño. Este motor es de gran utilidad en variadores de velocidad.
- Datos: Q1231796
- Multimedia: Squirrel-cage motors / Q1231796